# Tota pulchra es
Tota pulchra es és una antiga oració catòlica escrita segurament al segle iv. És una de les cinc antífones per als psalms de les segones vespres de la festivitat de la Immaculada Concepció (8 de desembre). El text és pres en part del Llibre de Judit i en part del Càntic dels càntics.
Aquesta oració ha servit com a inspiració per a molts compositors al llarg dels segles, entre els quals es pot citar per exemple Robert Schumann, Anton Bruckner, Pau Casals, Maurice Duruflé o James MacMillan.

## Oració
Tota pulchra es, Maria,

et macula originalis non est in te.

Tu gloria Jerusalem,
 tu laetitia Israel,

tu honorificentia populi nostri,

tu advocata peccatorum.

Oh Maria, virgo prudentissima,

mater clementissima,

Ora pro nobis,

intercede pro nobis

ad Dominum Jesu Christum.

Ets tota bellesa, Maria
i el pecat original no és en tu.
Vós, la glòria de Jerusalem,
vós, joia d'Israel,
vós, honor del nostre poble,
avogada dels pecadors
Oh! Maria, verge prudentíssima,
mare clementíssima.
Pregueu per nosaltres,
intercediu per nosaltres
davant nostre Senyor Jesucrist.